# Jean-Claude Bouttier
Cet article possède un paronyme, voir Bouthier.
Jean-Claude Bouttier est un boxeur français né le 13 octobre 1944 à Saint-Pierre-la-Cour en Mayenne, et mort le 3 août 2019 à Jossigny,.
Boxeur vedette en France au début des années 1970, sa popularité atteint son paroxysme pour ses deux grands combats contre le légendaire Carlos Monzón. L'Argentin, qui a vaincu les plus grands boxeurs de sa catégorie, dira plus tard que de tous ses adversaires, Bouttier fut le plus redoutable.
Après avoir raccroché les gants, il devient consultant sportif pour Canal+.

## Biographie
Né le 13 octobre 1944, à Saint-Pierre-la-Cour, en Mayenne, Jean-Claude Bouttier arrive à l'âge de 3 ans, à Vitré, où ses parents reprennent un café. Il y passe toute son enfance.
À 15 ans, Jean-Claude Bouttier débute au Stade lavallois en section boxe. Après six années passés aux côtés de Sylvain Rayon qui lui apprend le métier de boucher, et lui donne le goût de la boxe. Il part à Paris avec comme professeur de boxe Jean Bretonnel.
Il fait ses débuts professionnels le 23 octobre 1965 à Laval en battant nettement aux points Philippeau, boxeur de 3e série. Le 14 décembre 1970, il bat le puncher Jo Gonzales par KO au 3e round au Palais des Sports de Paris.
En 1971, il devient champion de France et d'Europe des poids moyens.
Le 11 janvier 1971, il rencontre Pascal Di Benedetto au Palais des Sports de Paris pour le titre de champion de France. Bouttier l'emporte par abandon au 6e round.
Le 9 juin 1971, il devient champion d'Europe en battant aux points en quinze rounds l'Italo-Argentin Carlo Duran au stade Roland-Garros à Paris devant près de quatorze mille spectateurs. Duran va au tapis au 3e et 12e round.
Le 20 décembre 1971, il défend son titre de champion d'Europe au Palais des Sports de Paris face au Britannique d'origine jamaïcaine Buddy "Bunny" Sterling qu'il bat par KO au 14e round lors d'un match difficile où il est mené aux points à deux reprises de la fin du combat.

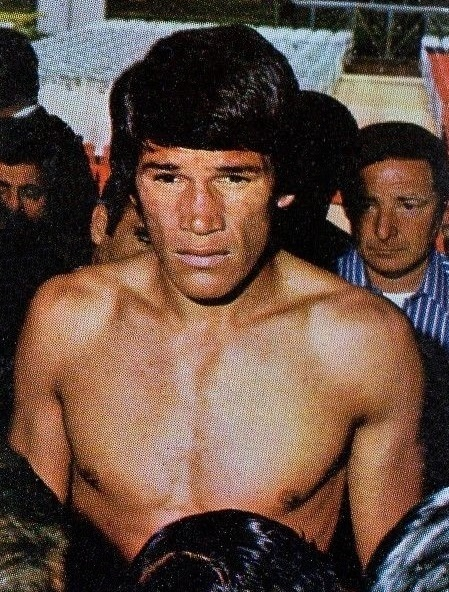
Carlos Monzón en 1973.

Bouttier est élu champion des champions français de l'année par le journal L'Équipe en 1971.
Il devient très populaire grâce aux deux combats qu'il livre à Paris en 1972 et 1973 contre Carlos Monzón pour le titre mondial. Alain Delon, grand amateur de boxe et ayant un « coup de cœur » pour Jean-Claude Bouttier, finance ce combat et le boxeur s'entraîne chez l'acteur à Douchy dans le Loiret, avec son entraîneur Jean Bretonnel.
La première rencontre a lieu le 17 juin 1972 à Colombes, au 6e round les deux boxeurs vont à terre. À la 13e reprise, Jean-Claude Bouttier doit abandonner à cause d'une hémorragie interne.
La revanche a lieu le 29 septembre 1973 à Roland-Garros, il perd le combat aux points.
Le 2 mars 1974, il récupère son titre de champion d'Europe en battant l'Italien Elio Calcabrini par jet de l'éponge au 12e round.
Le 27 mai 1974, il perd son titre de champion d'Europe des poids moyens aux points face au Britannique Kevin Finnegan. Le 16 décembre de cette même année, arrêté sur blessure, il perd son titre de champion de France face à Max Cohen. Il raccroche les gants à l'âge de 30 ans en 1974.
En 1982, il remporte les 24 Heures motonautiques de Rouen aux côtés de Rémy Julienne.
De 1985 à 2011, Jean-Claude Bouttier est consultant sportif en boxe pour Canal+.
Il joue le rôle d'un boxeur dans le film de Claude Lelouch Les Uns et les Autres sorti en 1981.
Depuis l'épisode 4 de la série des Fight Night, il prête sa voix en tant que commentateur aux côtés de Christian Delcourt.
Le 3 août 2019, Jean-Claude Bouttier meurt à son domicile à Gournay-sur-Marne (Seine-Saint-Denis), où il a longtemps résidé. Le 13 août, il est inhumé au cimetière ancien de cette même ville.

## Divers
- Jean-Claude Bouttier a longtemps refusé d'avaliser les retransmissions de la boxe féminine. Christian Delcourt raconte à ce sujet, qu'à la fin des années 1990 à Las Vegas : « Au moment où les filles montent sur le ring, je finis un entretien avec Patrick Bruel (il était juste derrière nous) et je passe la parole à Jean-Claude. Silence de mort. Je me retourne : il n'était plus là. Disparu. Finalement, c'est Bruel qui a commenté le match avec moi. »[5].

## Distinctions et hommages
- Jean-Claude Bouttier est sacré Champion des champions français par le quotidien sportif L'Équipe en 1971.
- En 1971, il devient le parrain du nouveau club de boxe d'Hussigny, le Ring Jean Claude Bouttier d'Hussigny.
- Le Complexe Sportif Jean-Claude Bouttier de la ville de Gournay-sur-Marne en Seine-Saint-Denis, la commune où il a longtemps résidé porte son nom.
- Le Palais des Sports Jean-Claude Bouttier de la ville de Sannois dans le Val-d'Oise porte également son nom, avec le "Musée de la Boxe".

## Publication
- Avec Jean-Philippe Lustyk, La Boxe, Denoël, 1990  (ISBN 2-20723781-8)